# 李迪 (畫家)
李迪（？—？），河阳（今河南省孟州市）人，宋朝画家。
北宋宣和时为画院成忠郎，南宋绍兴时复职为画院副使，孝宗、光宗、宁宗三朝供职画院（1162年－1224年），活跃于宫廷画院几十年，”。所见李画最晚年款为慶元三年（1197年），如上溯到北宋宣和七年（1125年），期间为七十三年，照此推算，李存世之年龄应在九十岁以上。

## 风格
李迪“画多艺精，颇负盛名。工花鸟竹石、鹰鹘犬猫、耕牛山鸡，长于写生，超亦能作山水小景。构思精妙，功力深湛，雄伟处动人心魄。”所作《枫鹰雉鸡图》温柔娇嫩可爱，《鸡雏图》形象生动，刻画细致，各具神态。山水师法李唐，也多又佳作。论者谓其画鸠“作寒冷状，精俊如生”；画鶺鸰“翘翘欲起”。

## 作品
李迪多有作品传世，且大多有年款。存世作品有《风雨归牧》，《雪树寒禽》，《鹰雉》等图。
- 淳熙元年（1174年）《风雨归牧图》轴，藏臺北國立故宮博物院；
- 淳熙十四年（1187年）《雪树寒禽图》轴，藏上海博物馆。
- 庆元二年（1196年）《枫鹰雉鸡图》轴，藏故宫博物院。
- 庆元三年（1197年）《鸡雏侍饲图》册页，《猎犬图》册页，藏故宫博物院。